# Bimbo, Mexiko
Bimbo är en ort i Mexiko, tillhörande kommunen Aculco i den nordvästra delen av delstaten Mexiko, i den centrala delen av landet. Orten hade 265 invånare vid folkräkningen 2010.